# Campionat d'Espanya de trial 1993
La temporada de 1993 del Campionat d'Espanya de trial fou la 26a edició d'aquest campionat, organitzat per la Reial Federació Motociclista Espanyola. El calendari oficial constava de 8 proves puntuables.

## Classificació final
Font:
| Posició | Pilot                | Motocicleta  | Punts |
| ------- | -------------------- | ------------ | ----- |
| 1       | Jordi Tarrés         | Gas Gas      | 149   |
| 2       | Marc Colomer         | Beta         | 131   |
| 3       | Amós Bilbao          | Montesa      | 125   |
| 4       | Joan Pons            | Gas Gas      | 111   |
| 5       | Ángel García         | Gas Gas      | 81    |
| 6       | Cèsar Panicot        | Gas Gas      | 78    |
| 7       | Lluís Gallach        | Aprilia      | 56    |
| 8       | Josep Arcarons       | Gas Gas      | 55    |
| 9       | José Antonio Benítez | Montesa/Beta | 49    |
| 10      | Òscar Giró           | Aprilia      | 39    |

## Categories inferiors
| Categoria     | Guanyador       | Motocicleta |
| ------------- | --------------- | ----------- |
| Sènior B      | Marcel Justribó | Beta        |
| Sènior C      | Joan Solé       | Beta        |
| Júnior        | Gabriel Reyes   | Gas Gas     |
| Juvenil 125cc | Josep Guardiola | Beta        |
| "Autonomías"  | Catalunya       | -           |